# Fredrika landskommun
Fredrika landskommun var en tidigare kommun i Västerbottens län. Centralort var Fredrika och mellan 1952 och 1973 var kommunkoden 2427.

## Administrativ historik
När 1862 års kommunreform genomfördes i Lappland 1874/1875 bildades Fredrika landskommun i Fredrika socken.
Kommunreformen 1952 påverkade inte indelningarna i området, då varken Västerbottens eller Norrbottens län berördes av reformen.
År 1971 infördes enhetlig kommuntyp och Fredrika landskommun ombildades därmed, utan någon territoriell förändring, till Fredrika kommun. Tre år senare gick dock kommunen upp i Åsele kommun.

### Kyrklig tillhörighet
I kyrkligt hänseende tillhörde kommunen Fredrika församling.

## Kommunvapen
Fredrika landskommun förde inte något vapen.

## Geografi
Fredrika landskommun omfattade den 1 januari 1952 en areal av 1 188,40 km², varav 1 131,80 km² land.

### Tätorter i kommunen 1960
I Fredrika kommun fanns tätorten Fredrika, som hade 360 invånare den 1 november 1960. Tätortsgraden i kommunen var då 22,5 procent.

## Politik

### Mandatfördelning i valen 1938-1970
| 16 | 4 | 8 | 2 |

| 28 |

| 10 | 6 | 4 |

| 20 |

| 11 | 2 | 5 | 2 |

| 20 |

| 12 | 2 | 5 | 1 |

| 20 |

| 12 | 2 | 4 | 2 |

| 19 |

| 12 | 3 | 3 | 2 |

| 19 |

| 12 | 3 | 4 | 1 |

| 17 | 3 |

| 11 | 4 | 3 | 2 |

| 17 | 3 |

| 12 | 4 | 3 | 1 |

| 17 | 3 |

För valresultat efter 1970, se Åsele kommun